# Thomas "Doc" Martin
Thomas Paul "Doc" Martin (30 de octubre de 1864 - 1935) fue un médico estadounidense. Fue uno de los primeros residentes estadounidenses del condado de Taos, Nuevo México  y el primer médico practicante en Taos. 

## Temprana edad y educación
Nació en Shippensburg, Pensilvania, el 30 de octubre de 1864. Sus padres, Joab y Louie O. (Hostetter) Martin, eran nativos de Pensilvania. Su padre era comerciante de cereales. 
Asistió al Colegio de Médicos y Cirujanos de Baltimore, Maryland, y obtuvo su doctorado en medicina en 1887. Hizo una pasantía en el Baltimore City Hospital y el Mercy Hospital en Pittsburgh, Pensilvania. 

## Carrera
Se mudó a Taos, Nuevo México en enero de 1890, donde abrió un consultorio médico y practicó la medicina y la cirugía en todo el condado de Taos. Fue uno de los primeros miembros de la Sociedad Médica de Nuevo México.  Fue médico de los pueblos locales.  Sirvió ocho años en la Junta Territorial de Salud y fue médico examinador de los Estados Unidos. 

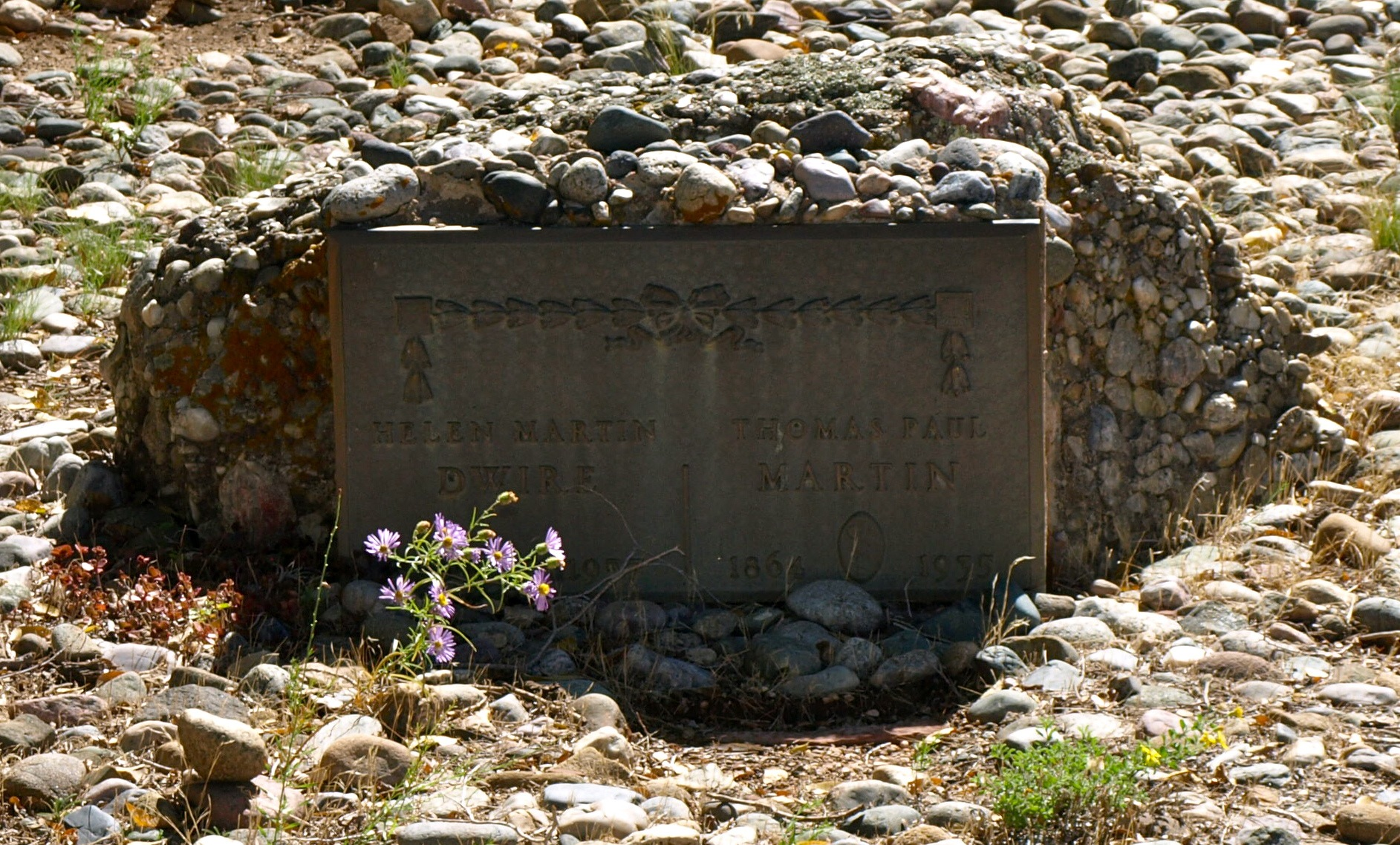
Tumba de Doc Martin en el cementerio Sierra Vista en Taos.

Fue una figura importante en el desarrollo de Taos. Blanche Grant escribió sobre él un año antes de su muerte: "(Él) ha sido prominente en todos los asuntos importantes relacionados con Taos desde entonces (llegó en 1889)".  Era masón y uno de los primeros Shriners en Nuevo México . Se desempeñó como diputado de todos los cuerpos masónicos en el norte de Nuevo México.  También fue miembro de la Orden Independiente de Odd Fellows y de la Orden Benevolente y Protectora de los Alces . Se desempeñó como vicepresidente del capítulo de Nuevo México de los Hijos de la Revolución Americana. 
La hermana de Martin, Rose, se casó con el artista de Taos, Bert Geer Phillips, en 1899.  La reunión inicial de 1915 de la Sociedad de Artistas de Taos se celebró en la casa de Doc Martin.  Después de la muerte de Martin en 1935, su viuda Helen convirtió la casa en el Hotel Martin, que abrió sus puertas el 7 de junio de 1936. 
Los propietarios posteriores cambiaron el nombre del Hotel Martin, convirtiéndose en Taos Inn. El restaurante de la posada, llamado Doc Martin's, está ubicado en las antiguas oficinas de Martin.  La posada se agregó al Registro Estatal de Bienes Culturales de Nuevo México en 1981 y al Registro Nacional de Lugares Históricos en 1982. 